# Pramoedya Ananta Toer
Pramoedya Ananta Toer eller Pramudya Ananta Tur efter stavningsreformen för bahasa indonesia 1972, född 6 februari 1925 i Blora i centrala Java i dåvarande Nederländska Ostindien, död 30 april 2006, var en indonesisk (javanesisk) författare och regimkritiker.

## Biografi
Pramoedya var den förstfödde sonen i sin familj. Hans far var lärare och aktiv i Boedi Oetomo (den första erkända inhemska nationella organisationen i Indonesien). Hans mor var företagare inom rishandel. Han tillhörde Indonesiens muslimska majoritet och hans morfar hade företagit pilgrimsfärden till Mecka
I sin halvsjälvbiografiska novellsamling "Cerita Dari Blora", berättar han att hans namn ursprungligen var Pramoedya Ananta Mastoer. Han kände emellertid att familjenamnet Mastoer (fadersnamnet) verkade alltför aristokratiskt. Det javanesiska prefixet "Mas" står för en man av högre rang i en adlig familj. Därför utelämnade han "Mas" och behöll "Toer" som ett slags tredje förnamn. Efter elementarskolan fortsatte han på en radioyrkesskola i Surabaya. Han hade just tagit examen från skolan när Japan invaderade Surabaya den 9 mars 1942 efter några dagars intensiva strider mot de allierade, som främst bestod av holländare, men även britter, australiensare och amerikaner.
Under andra världskriget stödde Pramoedya som många indonesiska nationalister inledningsvis ockupationsstyrkorna från Kejsardömet Japan. Många nationalister trodde att japanerna var det minst onda av två onda ting – en förbättring jämfört med de holländska kolonisatörerna. Pramoedya arbetade som maskinskrivare för en japansk tidning i Jakarta. När kriget fortsatte blev dock många indonesier lidande av den allt hårdare livsmedelsransonering och andra åtgärder som den japanska militären vidtog. De nationalistiska krafter som varit lojala med Sukarno bytte nu sida, från att ha stött Japan till att stödja de allierade och Pramoedya var en av dem. Den 17 augusti 1945, efter de allierades seger och Japans ovillkorliga kapitulation, proklamerade Sukarno det före detta Nederländska Ostindien som en självständig stat med namnet Republik Indonesia. Den nyutnämnda självständiga staten var tvungen att kämpa mot nya landsatta brittiska och nederländska truppstyrkor, som kommit för att återupprätta kolonialväldet. Pramoedya anslöt sig till paramilitära grupper i Krawang i västra Java och skrev korta berättelser och propagandamaterial för befrielsekampen.
Den nederländska regeringen/kolonialmakten fängslade honom 1947-1949 och Suharto-regimen 1965-1979, då han misstänktes vara kommunist.  Han hade sedan 1970-talet kraftigt nedsatt hörsel efter att en av Suhartos soldater slagit honom medvetslös under den sista fängelsetiden.
Pramoedya släpptes ur fängelset 1979, men förblev i husarrest i Jakarta fram till 1992. Under sina sista år förde Pramodeya ett behagligt liv i en villa på västra Java. Han lades in på sjukhus den 27 april 2006 för komplikationer som berodde på diabetes och hjärt- och kärlsjukdomar. Han var också en storrökare av kryddnejlikasmakande (Kretek) cigaretter och hade uthärdat år av övergrepp under tiden i fängelse. Han avled den 30 april 2006 i en ålder av 81 år. Pramoedya vann flera utmärkelser och han framfördes ofta som Indonesiens och Sydostasiens främsta kandidat för ett Nobelpris i litteratur.

## Författarskap
Pramoedya skrev huvudsakligen på det konstruerade indonesiska nationalspråket bahasa indonesia, den första och den uppdaterade versionen. Hans verk omfattar skildringar av kolonialtiden, Indonesiens kamp för självständighet, den japanska ockupationen under andra världskriget, Sukarnos och Suhartos postkoloniala auktoritära regimer och den moderna nationella historien och självbiografier. Han räknas som en av Indonesiens främsta författare. Pramoedya vann flera litterära utmärkelser och framföres ofta som Indonesiens Sydostasiens främsta kandidat för ett Nobelpris i litteratur.

### Den första romanen
Han blev arresterad och placerad i Bukit Duri-fängelset från 1947 till 1949 och under fängelsetiden skrev han sin första roman, ”The Fugitive” (engelsk översättning).
Pramoedyas böcker föll ibland i onåd hos den nederländska kolonialmakten och senare även hos de auktoritära regeringarna efter självständigheten. Pramoedya drabbades av censur i Indonesien under den för-reformistiska eran, trots att han var välkänd utanför Indonesien. Den holländska regeringen fängslade honom åren 1947-1949 under det då pågående frihetskriget (1945-1949).

### Efter självständigheten
Under de första åren efter kampen för självständighet, skrev Pramoedya flera skönlitterära verk som behandlade problemen med den nybildade nationen samt semi-självbiografiska verk som baserades på hans krigstidsmemoarer. Under de följande åren tog han del i flera kulturutbytesprogram och kunde resa. Det innebar även resor till de kommunistiska staterna Sovjetunionen och Folkrepubliken Kina. Han gjorde även översättningar till indonesiska av ryska författare som Maksim Gorkij och Lev Tolstoy. I Indonesien, fick Pramoedya snart en status som författare och samhällskritiker Han gick med i vänsterförfattargruppen Lekra och skrev flitigt i olika tidningar och litterära tidskrifter. Hans stil blev mer politiskt laddad, vilket framgår av hans berättelse "Korupsi" (korruption): en kritisk historia om en tjänsteman som faller i korruptionsfällan. Detta skapade friktion mellan Pramoedya och regeringen Sukarno.

### Universitetslärare
Från slutet av 1950-talet började Pramoedya undervisa i litteraturhistoria vid vänsteruniversitetet Universitas Res Publica. När han förberedde undervisningsmaterial började han inse att studiet av det indonesiska språket och litteraturen snedvridits av de nederländska koloniala myndigheterna. Han tog fram material som hade ignorerats av de nederländska utbildningsinstitutionerna och som hade fortsatt att ignoreras efter självständigheten.

### Den kinesiska minoriteten
Efter en tid i Kina hade han utvecklat en välvillig inställning till den kinesiska minoritet som fanns i Indonesien och som tidvis utsattes för förföljelser. Framför allt publicerade han en serie brev till en imaginär kinesisk korrespondent, där han diskuterade historien om Indonesienkineserna i ett verk med titeln Hoakiau di Indonesia (Utlandskinesernas historia i Indonesien). Han kritiserade regeringen för att vara alltför Java-centrerad och okänslig för de behov och önskemål som andra regioner och folk i Indonesien hade. Hans kritik ledde till att han fängslades i nio månader i Cipinang-fängelset.

### Fängsling under Suhartoregimen
I oktober 1965 tog armén makten i en militärkupp med motiveringen att mordet på flera ledande generaler hade planerats av kommunistpartiet i Indonesien. Även om det fortfarande är oklart om PKI (det kommunistiska partiet) hade del i morden, så blev det motiveringen för en klappjakt på kommunisterna. Övergången till president Suhartos New Order följde och Pramoedyas position som chef för Folkets Kulturorganisation, en litterär flygel knuten till det indonesiska kommunistpartiet, gjorde att han stämplades som kommunist och fiende till "New Order"-regimen. Minst en halv miljon kommunister och vänstersympatisörer mördades av den nya regimen. Pramoedya arresterades och misshandlades och fängslades som tapol ("politisk fånge") utan rättegång, först i Nusa Kambangan utanför Javas södra kust och sedan i straffkolonin i Buru i den östra delen av den indonesiska övärlden. Hans böcker förbjöds.

### Burukvartetten
Det var på ön Buru han komponerade sitt mest kända verk, Burukvartetten, som omfattar ”Människornas jord”, ”Ett barn av alla folk”, ”Fotspår” och ”Glashuset”, där han med "sofistikerade medel reder ut den långa koloniala erfarenhetens härva av motsägelser, beroenden och konflikter". I böckerna uppträder starka kvinnor av indonesisk och kinesisk etnicitet, som tvingas ta itu med den diskriminering och kränkning det innebar att leva under kolonialt styre och som kämpar för personlig och nationell politisk självständighet. Pramoedyas låter personerna berätta sina egna historier och låter den på så sätt avspegla nations historia. Böckerna översattes till svenska 2003-2010. Utan rätt till eget skrivmaterial berättade han historien för andra fångar, som såg till att bit efter dit av verket skrevs ned och smugglats ut. Pramoedya motsatte sig delar av den politik Indonesiens grundande president Sukarno förde och efterträdaren Suhartos nyordningspolitik. Pramodeya var vanligen subtil i sin skriftliga kritik, trots att han i intervjuer och som talare var tämligen frispråkig mot kolonialism, rasism och korruption i den indonesiska politiken. Efter de många åren i fängelse och husarrest i Jakarta efter fångenskapen på Buru, blev han en välkänd förespråkare för mänskliga rättigheter och yttrandefrihet.
Pramoedya hade gjort research för de fyra böckerna innan han fängslades i Buru. När han greps brändes hans privata bibliotek och mycket av boksamling gick förlorad. I fängelsekolonin Buru tilläts han inte ens ha en penna. Eftersom han befarade att han aldrig skulle få skriva romaner för egen hand igen, berättade han i stället romanerna bit för bit för sina medfångar. Med stöd av de andra fångarna, som tog på sig extra skift för att minska hans arbetsbörda, kunde Pramoedya koncentrera sig på att låta böckerna ta form i huvuvudet och så småningom blev de nedskrivna av medfångar och smugglades ut för publicering utomlands. Även om Buru-kvartetten anses vara en klassiker av många utanför Indonesien, fick de inte ges ut i Indonesien. Länge var några av de mest kända av Indonesiens litterära verk till stor del otillgängliga för landets eget folk. Men med internet, började indonesier utanför landet distribuera böckerna till personer inom landet. Pramoedyas verk om det koloniala Indonesien erkände betydelsen av islam som ett instrument för folklig opposition mot holländarna, men hans verk är inte öppet religiösa. Han påpekade att religionen likväl kunde användas för att förneka kritiskt tänkande.

### Senare verk
Han skrev Girl from The Coast, en roman baserad på mormoderns egna erfarenheter (volym 2 och 3 i detta arbete förstördes tillsammans med hans bibliotek år 1965). Han skrev också Nyanyi Sunyi Seorang Bisu (1995); A Mute's Soliloquy – en självbiografi bygger på de brev som han skrev till sin dotter från fängelse i Buru men som inte tilläts att skickas – samt Arus Balik (1995). Perawan Remaja Dalam Cengkraman Militer (Young Virgins in the Military's Grip) är en dokumentärroman som avslöjade den svåra situationen för de unga javanesiska kvinnor, som hade tvingats att bli sexslavar under den japanska ockupationen. De unga flickorna fördes till ön Buru med löfte om arbete eller andra utfästelser och utsattes där för sexuella övergrepp och blev kvar på Buru i stället för att återvända till Java och bli utsatta för familjernas anklagelser. De var fortfarande bosatta på Buru under Pramoedyas fängelsetid där på 1970-talet.

## Priser och utmärkelser
- 1988 – PEN Freedom-to-Write Award
- 1989 – The Fund for Free Expression Award, New York, USA
- 1992 – International P.E.N English Center Award, Storbritannien
- 1992 – Stichting Wertheim Award, Nederländerna
- 1995 – Ramon Magsaysay Award for Journalism, Literature, and Creative Communication Arts
- 1999 – Doct or Honoris Causa, University of Michigan
- 1999 – Chancellor’s Distinguished Honor Award, University o f California, Berkeley
- 2000 – Chavelier de l ́Ordere des Arts et des Lettres, Frankrike
- 2000 – 11th Fukuoka Asian Culture Prize
- 2004 – Norwegian Authors’ Union award for the contribution to world literature and his continous struggle for the right to freedom of expression
- 2005 – Global Intellectuals Poll by the Prospect